# Collegio plurinominale Friuli-Venezia Giulia - 01 (Camera dei deputati)
Il collegio elettorale plurinominale Friuli-Venezia Giulia - 01 è un collegio elettorale plurinominale della Repubblica Italiana per l'elezione della Camera.

## Territorio
L'ambito territoriale del collegio corrisponde a quello della circoscrizione Friuli-Venezia Giulia.
In base alla normativa del 2017, il collegio comprendeva cinque collegi uninominali: Friuli-Venezia Giulia - 01 (Trieste), Friuli-Venezia Giulia - 02 (Gorizia), Friuli-Venezia Giulia - 03 (Udine), Friuli-Venezia Giulia - 04 (Codroipo) e Friuli-Venezia Giulia - 05 (Pordenone).
Dal 2020 il collegio comprende tre collegi uninominali: Friuli-Venezia Giulia - 01 (Pordenone), Friuli-Venezia Giulia - 02 (Udine), Friuli-Venezia Giulia - 03 (Trieste).

## XVIII legislatura

### Risultati elettorali
| Liste          | Liste                                       | Proporzionale | Proporzionale | Proporzionale | Maggioritario | Maggioritario | Maggioritario |  |
| Liste          | Liste                                       | Voti          | %             | Seggi         | Voti          | %             | Seggi         |  |
| -------------- | ------------------------------------------- | ------------- | ------------- | ------------- | ------------- | ------------- | ------------- |  |
|                | Lega                                        | 178 314       | 25,87         | 2             | 296 240       | 42,98         | 5             |  |
|                | Forza Italia                                | 73 430        | 10,65         | 1             | 296 240       | 42,98         | 5             |  |
|                | Fratelli d'Italia                           | 36 641        | 5,32          | 1             | 296 240       | 42,98         | 5             |  |
|                | Noi con l'Italia – UDC                      | 7 855         | 1,14          | –             | 296 240       | 42,98         | 5             |  |
|                | Movimento 5 Stelle                          | 169 496       | 24,59         | 2             | 169 496       | 24,59         | –             |  |
|                | Partito Democratico                         | 129 332       | 18,76         | 2             | 159 047       | 23,07         | –             |  |
|                | +Europa                                     | 23 451        | 3,40          | –             | 159 047       | 23,07         | –             |  |
|                | Italia Europa Insieme                       | 3 457         | 0,50          | –             | 159 047       | 23,07         | –             |  |
|                | Civica Popolare                             | 2 807         | 0,41          | –             | 159 047       | 23,07         | –             |  |
|                | Liberi e Uguali                             | 22 097        | 3,21          | –             | 22 097        | 3,21          | –             |  |
|                | CasaPound                                   | 8 777         | 1,27          | –             | 8 777         | 1,27          | –             |  |
|                | Patto per l'Autonomia                       | 7 080         | 1,03          | –             | 7 080         | 1,03          | –             |  |
|                | Potere al Popolo!                           | 5 934         | 0,86          | –             | 5 934         | 0,86          | –             |  |
|                | Italia agli Italiani (FN - MSFT)            | 5 610         | 0,81          | –             | 5 610         | 0,81          | –             |  |
|                | Il Popolo della Famiglia                    | 4 869         | 0,71          | –             | 4 869         | 0,71          | –             |  |
|                | Partito Valore Umano                        | 2 839         | 0,41          | –             | 2 839         | 0,41          | –             |  |
|                | 10 Volte Meglio                             | 1 924         | 0,28          | –             | 1 924         | 0,28          | –             |  |
|                | Per una Sinistra Rivoluzionaria (PCL - SCR) | 1 888         | 0,27          | –             | 1 888         | 0,27          | –             |  |
|                | Siamo                                       | 1 428         | 0,21          | –             | 1 428         | 0,21          | –             |  |
|                | Lista del Popolo per la Costituzione        | 862           | 0,13          | –             | 862           | 0,13          | –             |  |
|                | Rinascimento - MIR                          | 611           | 0,09          | –             | 611           | 0,09          | –             |  |
|                | Blocco Nazionale per le Libertà (DC - IR)   | 595           | 0,09          | –             | 595           | 0,09          | –             |  |
| Totale         | Totale                                      | 689 297       | 100           | 8             | 689 297       | 100           | 5             |  |
|                |                                             |               |               |               |               |               |               |  |
| Schede bianche | Schede bianche                              | 7 501         | 1,05          |               |               |               |               |  |
| Schede nulle   | Schede nulle                                | 17 186        | 2,41          |               |               |               |               |  |
| Votanti        | Votanti                                     | 713 984       | 74,91         |               |               |               |               |  |
| Elettori       | Elettori                                    | 953 069       |               |               |               |               |               |  |

### Eletti

#### Eletti nei collegi uninominali
Eletti nella coalizione di centro-destra (Lega - FI - FdI - NcI-UDC)
| Collegio uninominale | Eletto | Eletto                 | Partito |
| -------------------- | ------ | ---------------------- | ------- |
| 1. Trieste           |        | Renzo Tondo            | NcI     |
| 2. Gorizia           |        | Guido Germano Pettarin | FI      |
| 3. Udine             |        | Daniele Moschioni      | Lega    |
| 4. Codroipo          |        | Sandra Savino          | FI      |
| 5. Pordenone         |        | Vannia Gava            | Lega    |

1. ↑  In data 27.05.2021 aderisce a Coraggio Italia; in data 23.06.2022 aderisce al gruppo misto, non iscritti; in data 28.06.2022 aderisce alla componente «Vinciamo Italia-Italia al Centro con Toti».

#### Eletti nella quota proporzionale
| Lega                                       | M5S                       | Partito Democratico               | Forza Italia    | Fratelli d'Italia |
| ------------------------------------------ | ------------------------- | --------------------------------- | --------------- | ----------------- |
|                                            |                           |                                   |                 |                   |
| Massimiliano Fedriga Massimiliano Panizzut | Sabrina De Carlo Luca Sut | Ettore Rosato Debora Serracchiani | Roberto Novelli | Walter Rizzetto   |

1. ↑  Dimissionario in data 08.05.2018 (assume la carica di presidente della giunta del Friuli-Venezia Giulia); in data 25.07.2018 subentra Aurelia Bubisutti.
2. ↑  In data 19.09.2019 aderisce a Italia Viva - Italia C'è.

## XIX legislatura

### Risultati elettorali
|                               | Fratelli d'Italia                                       | 185 234 | 31,30 | 2 | 295 157 | 49,87 | 3 |  |  |
|                               | Lega per Salvini Premier                                | 64 806  | 10,95 | 1 | 295 157 | 49,87 | 3 |  |  |
|                               | Forza Italia                                            | 39 599  | 6,69  | – | 295 157 | 49,87 | 3 |  |  |
|                               | Noi Moderati                                            | 5 518   | 0,93  | – | 295 157 | 49,87 | 3 |  |  |
|                               | Partito Democratico - Italia Democratica e Progressista | 108 870 | 18,40 | 1 | 152 400 | 25,75 | – |  |  |
|                               | Alleanza Verdi e Sinistra                               | 21 986  | 3,72  | – | 152 400 | 25,75 | – |  |  |
|                               | +Europa                                                 | 19 288  | 3,26  | – | 152 400 | 25,75 | – |  |  |
|                               | Impegno Civico – Centro Democratico                     | 2 256   | 0,38  | – | 152 400 | 25,75 | – |  |  |
|                               | Azione - Italia Viva                                    | 51 624  | 8,72  | 1 | 51 624  | 8,72  | – |  |  |
|                               | Movimento 5 Stelle                                      | 42 575  | 7,19  | – | 42 575  | 7,19  | – |  |  |
|                               | Italexit                                                | 18 966  | 3,20  | – | 18 966  | 3,20  | – |  |  |
|                               | Italia Sovrana e Popolare                               | 11 419  | 1,93  | – | 11 419  | 1,93  | – |  |  |
|                               | Vita                                                    | 8 857   | 1,50  | – | 8 857   | 1,50  | – |  |  |
|                               | Unione Popolare                                         | 7 734   | 1,31  | – | 7 734   | 1,31  | – |  |  |
|                               | Alternativa per l'Italia (PdF - Exit)                   | 2 342   | 0,40  | – | 2 342   | 0,40  | – |  |  |
|                               | Noi di Centro – Europeisti                              | 726     | 0,12  | – | 726     | 0,12  | – |  |  |
| Totale                        | Totale                                                  | 591 800 | 100   | 5 | 591 800 | 100   | 3 |  |  |
|                               |                                                         |         |       |   |         |       |   |  |  |
| Voti non validi               | Voti non validi                                         | 28 140  | 4,54  |   |         |       |   |  |  |
| Votanti                       | Votanti                                                 | 619 940 | 66,21 |   |         |       |   |  |  |
| Elettori                      | Elettori                                                | 936 273 |       |   |         |       |   |  |  |
|                               |                                                         |         |       |   |         |       |   |  |  |
| Data: 25 settembre 2022       |                                                         |         |       |   |         |       |   |  |  |
| Fonte: Ministero dell'interno |                                                         |         |       |   |         |       |   |  |  |

### Eletti

#### Eletti nei collegi uninominali
Eletti nella coalizione di centro-destra (FdI - Lega - FI - NM)
| Collegio uninominale | Eletto | Eletto                | Partito           |
| -------------------- | ------ | --------------------- | ----------------- |
| 1. Pordenone         |        | Vannia Gava           | Lega              |
| 2. Udine             |        | Walter Rizzetto       | Fratelli d'Italia |
| 3. Trieste           |        | Massimiliano Panizzut | Lega              |

#### Eletti nella quota proporzionale
| Fratelli d'Italia                  | Partito Democratico-IDP | Lega                | Azione - Italia Viva |
| ---------------------------------- | ----------------------- | ------------------- | -------------------- |
|                                    |                         |                     |                      |
| Emanuele Loperfido Nicole Matteoni | Debora Serracchiani     | Graziano Pizzimenti | Isabella De Monte    |

1. ↑  In data 30.09.2024 aderisce al gruppo FI-PPE.